# Clavulina urnigerobasidiata
Clavulina urnigerobasidiata é uma espécie de fungo pertencente à família Clavulinaceae.